# Adolf Oborny
Adolf Oborny  (17 de junio de 1840-27 de abril de 1924) fue un botánico y profesor alemán. Estudió en Brno, y allí enseñó en la Escuela Secundaria del Estado, donde fue entre 1865 a 1868 colega de Mendel en la facultad.
En 1871 fue profesor titular en la escuela pública secundaria de Znojmo, donde permaneció 27 años sin interrupción. Después de haber trabajado varios años como director de la escuela en Leipnik, pasó sus años de jubilado en Znojmo, Moravia del Sur, donde estaba su casa.
Sscribió sobre la flora regional de Znojmo y tierras de Moravia; siendo considerado como un experto sin igual sobre hierbas, musgos y líquenes; siendo bien conocido en toda Europa en su campo de investigaciones.

## Algunas publicaciones
- 1885. Flora von Mähren und oesterr. Schlesien enthaltend die wildwachsenden, verwilderten und häufig angebauten Gefässpflanzen: Bearbeitet von Adolf Oborny, herausgegeben vom naturforschenden Vereine in Brünn ( Flora de Moravia y oeste de Silesia, que contiene plantas vasculares salvajes, y cultivadas, editado por Adolf Oborny, publicado por la Sociedad de Ciencias Naturales en Brno). Ed. Druck von W. Burkart. Verlag des Vereins
- 1863. Verhandlungen des Naturforschenden Vereines in Brünn ( Debates de la Sociedad de Ciencias Naturales en Brno). Vols. 1-2. xviii + 254 pp. En línea

- La abreviatura «Oborny» se emplea para indicar a Adolf Oborny como autoridad en la descripción y clasificación científica de los vegetales.[2]